# Sri City
Sri City o Satyavedu Reserve Infracity Pvt. Ltd. és una ciutat empresarial de l'Índia i una zona econòmica especial situada al districte de Tirupati a l'estat d'Andhra Pradesh.
Fundada per Ravindra Sannareddy, que actualment n'és el director general, Sri City va ser inaugurada el 8 d'agost de 2008 i es troba al llarg de la National Highway 16. Té una extensió de 7.500 hectàrees i inclou una zona econòmica especial (SEZ) multiproducte, una zona tarifària domèstica (DTZ), una zona de lliure comerç i magatzem (FTWZ) i un clúster de fabricació electrònica.
El rierol Karipeti Kalava travessa Sri City formant diversos llacs abans d'unir-se al llac Pulicat al nord de Tada. Hi ha un bosc estatal al límit oest. El projecte Telugu Ganga que transporta l'aigua del riu Krishna a Chennai passa pel límit occidental de Sri City. El telugu és la llengua oficial i més parlada de la població educada també en anglès.

## Zona econòmica especial
El municipi integrat incorpora diverses zones: industrial, residencial, educativa, comercial i recreativa. La zona industrial inclou una zona econòmica especial per a la indústria orientada a l'exportació i una zona aranzelària domèstica (DTZ) per a la indústria nacional. És una destinació comercial per a corporacions globals per a establir operacions de fabricació, serveis i comerç a l'Índia.
La SEZ és administrada per Andhra Pradesh Industrial Infrastructure Corporation (APIIC) i l'Autoritat Local de l'Àrea Industrial (IALA). El funcionariat designat pel Govern de l'Índia controla els processos de planificació i aprovació d'edificis. Un comissari nomenat pel Ministeri de Comerç n'administra l'àrea. La SEZ va ser dissenyada per l'empresa Jurong Consultantsde Singapur, tenint en compte les dimensions futures d'expansió.
Sri City es troba molt a prop de l'Asian Highway 45. L'aeroport de Tirupati és l'aeroport més proper a 82 km. Les estacions de tren de Tada i Arambakkam són les estacions de tren més properes. Chennai Port i Ennore Ports són els ports més propers, mentre que el port de Krishnapatnam es troba al nord de la ciutat.